# رانچی
رانچی
شهر رانچی (به انگلیسی: Ranchi) با جمعیت ۱٫۰۴۷٫۴۹۰ نفر در ایالت جارکند در کشور هند واقع شده‌است.